# Igor Protti
Igor Protti (Rimini, 24 de setembro de 1967) é um ex-futebolista e treinador de futebol italiano, que jogava como atacante é o segundo maior artilheiro do Livorno com 123 gols.

## Carreira
Passou a maior parte de sua carreira em times de divisões inferiores na Itália (começou em 1983, no Rimini, defendendo ainda o Virescit Boccaleone na temporada 1988-89), mas ganhou visibilidade quando tornou-se ídolo no Livorno, sendo um jogador fundamental na conquista do acesso do time a Série A. Defendeu o clube "Amaranto" em duas oportunidades (1985-88 e 1999-2005) - antes da segunda passagem, jogou uma temporada pela Reggiana (1998-99). Atuou em apenas 2 clubes grandes no futebol italiano: Lazio (1996-97 e 1998) e Napoli (1997-98, por empréstimo), onde chegou a envergar a camisa 10, imortalizada no clube por Maradona. Em ambos, Protti não conseguiu destaque (apesar de ter conquistado a Supercopa Italiana em 1998, com a camisa Laziale).
Depois que Protti encerrou a carreira ao final da temporada 2004-05, aos 39 anos, o clube aposentou a camisa 10 em homenagem ao atacante. Porém, atendendo a um pedido do ex-jogador, o Livorno decidiu reutilizá-la. Francesco Tavano foi o responsável em usar o número no restante da temporada 2006-07.
É, ao lado do também ex-atacante Dario Hübner, um dos 2 jogadores a conquistar os títulos das Séries A, B e C1 do Campeonato Italiano. É também o único artilheiro da competição que jogou por uma equipe rebaixada (marcou 24 gols pelo Bari em 1995-96, empatado com Giuseppe Signori)